# Camelia Gavrilă
Camelia Gavrilă (n. 22 decembrie 1961, Iași, România) este un deputat al Camerei Deputaților, funcție precedată de activitatea de profesor, director, inspector general școlar și om politic român, trecută de la Partidul Național Liberal la Partidul Social-Democrat. În perioada 23 iunie - 29 septembrie 2008, a îndeplinit funcția de viceprimar al municipiului Iași, iar din 2016 este deputat de Iași.

## Biografie
Camelia Gavrilă s-a născut la data de 22 decembrie 1961, în orașul Iași, tatăl său fiind inginer textilist la CFS, iar mama sa profesoară de limba română la Liceul CFR din Iași. După absolvirea ca șefă de promoție a studiilor liceale la Liceul "Garabet Ibrăileanu", profilul de filologie, a urmat Facultatea de Filologie din cadrul Universității “Al.I.Cuza” din Iași, pe care a absolvit-o în 1984, la secția engleză-română, obținând nota maximă la susținerea lucrării de diplomă. 
După absolvirea facultății, a predat ca profesoară de limba și literatura română - limba și literatura engleză la Liceul “A. T. Laurian” din Botoșani (1984-1988) și la Școala cu clasa I-VIII NR. 10 , apoi a devenit profesoară de limba și literatura română la Colegiul Național „Costache Negruzzi” din Iași (1988-1997, 2001-2005). A promovat cu notă maximă examenele de definitivat (1987), pentru gradul didactic II (1991) și pentru gradul didactic I (1995). În anul 2001 a obținut titlul academic de Doctor în Filologie la Universitatea “Al.I.Cuza” din Iași – cu calificativul „Magna Cum Laude”, cu teza de doctorat Mitic și magic în opera lui Lucian Blaga. Teza de doctorat a fost publicată sub formă de carte în 2002, la Editura Junimea.
A fost responsabil de catedră „Limbă și comunicare" în cadrul Colegiului Național „Costache Negruzzi” din Iași (2000-2005), profesor coordonator al cercului pedagogic al liceelor teoretice (1995-2008), metodist (din 1992), mentor, membru în Consiliul de Administrație al școlii, membru în Consiliul Consultativ al disciplinei, coordonator al revistei Corolar a Colegiului Național „C. Negruzzi” (1996-2005). A coordonat proiectul „Școala șanselor egale” în cadrul programului PHARE – „Acces la educație pentru grupuri dezavantajate”, Centrul Regional de Management și Finanțare în Programul de reformă a învățământului preuniversitar (1997-2000), Centrul regional pentru reformă în educație (1997-2001), Programul Educația 2000+, proiect național de reformă a învățământului, finanțat de SOROS OPEN NETWORK (1999-2001). De asemenea, a fost președinte al Comitetului regional pentru dezvoltare Iași – Programul de reformă PHARE-VET (1997-2000) și președinte al Comitetului local pentru dezvoltare Iași – Programul de reformă PHARE-VET.
Camelia Gavrilă a urmat stagii și cursuri în specialitate în management educațional, integrare europeană, administrație publică, seminarii și proiecte europene prin Agențiile Socrates și Leonardo. A participat la elaborarea Regulamentului de organizare și desfășurare a inspecției școlare (RODIS) și a Metodologiei de aplicare a regulamentului de organizare și desfășurare a inspecției școlare (MARODIȘ) în 1999.

## Activitate politică
Camelia Gavrilă a fost membră a Partidului Național Liberal (PNL) din 2003, îndeplinind funcția de vicepreședinte al Filialei Județene Iași a PNL. A fost nominalizată de către acest partid pentru ocuparea postului de Inspector Școlar General al Județului Iași (1997-2001 și 2005-2008), obținând cel mai mare punctaj la nivel național la concursurile organizate. 
A îndeplinit funcția de consilier municipal de Iași în mandatele 2000-2004, 2004-2008 și 2008-2012 (din partea Partidului Național Liberal). În această calitate, a îndeplinit funcțiile de președinte al Comisiei de Învățământ – Cultură și președinte al Comisiei de validare a Consiliului Local (2000-2004, 2008-2012). De asemenea, este membru fondator al Asociației Profesionale a Educatorilor Liberali (APEL) și membru al Clubului Rotary, președinte fondator al Clubului Rotary “Iași 2000”.
În ședința din 23 iunie 2008, Camelia Gavrilă a fost aleasă ca viceprimar al Municipiului Iași, alături de Romeo Olteanu, din partea PSD, după ce cei 12 consilieri locali ai PDL au părăsit sala în semn de protest . A demisionat din funcție la 29 septembrie 2008, motivând următoarele: "Refuz să fiu viceprimar numai cu numele. Am ajuns să am un rol decorativ care să mimeze pluralismul politic în administrația municipiului Iași. Mie îmi este clar că Gheorghe Nichita a instaurat dictatura PSD" . Primarul Nichita a comentat demisia Cameliei Gavrilă astfel: "Camelia Gavrilă face politică pentru obținerea unei funcții în Parlament. Funcția de viceprimar nu o avantaja, pentru că trebuia să fie solidară cu o serie de probleme ale orașului, iar în cazul în care nu ar fi reușit să le rezolve, ar fi fost arătată cu degetul. Plecarea ei este o dezamăgire atât pentru mine, cât și pentru oraș. Gestul ei este unul politic și vine din partea unei femei avide după putere" .
La alegerile din 30 noiembrie 2008, Camelia Gavrilă a candidat din partea PNL pentru postul de deputat în Circumscripția 8 din Iași - Copou, Sărărie, Centru, Păcurari, Canta, Valea Lupului.
În iunie 2018 a votat pentru modificările Codului de Procedură Penală prin care mii de infractori vor scăpa de pedepse, inclusiv Liviu Dragnea.
Camelia Gavrilă vorbește fluent limbile engleză și franceză.

## Distincții
- Ordinul Național “Serviciul Credincios” în grad de Cavaler (decembrie 2000);
- Diploma „Gheorghe Lazăr”, clasa I pentru preocupări deosebite în domeniul inovării didactice și rezultate obținute cu elevii la olimpiade și concursuri internaționale și naționale (2007;
- Diplomă de excelență acordată de Ministrul Educației pentru rezultatele deosebite obținute la olimpiadele internaționale din anii 2006-2007;
- Medalia Primăriei Iași „Pro Amicitia, Pro Fidelitate” pentru activitate în sprijinul comunității locale.

## Opera științifică
Camelia Gavrilă este coordonator de reviste literare, studii și volume publicate acoperind următoarele domenii: literatură, estetică și filozofie. 

### Cărți publicate
- Lecturi critice ale textului literar (Ed. Junimea, 1998);
- Exerciții și teste de limba și literatura română – Abordări formative ale fenomenelor literare și gramaticale (Ed. Polirom, 1999);
- Provocările textului literar (Ed. Spiru Haret, 2000);
- Textul literar – Ghid de receptare și interpretare critică (Ed. Polirom, 2001);
- Mitic și magic în opera lui Lucian Blaga (Ed. Junimea, 2002);
- Compendiu de teorie și critică literară (Ed. Polirom, 2003);
- Evaluarea la limba și literatura română (Ed. Polirom, 2004);
- Limba și literatura română pentru examene și performanță. Aplicații lingvistice și stilistice pentru gimnaziu (Ed. Polirom, 2006);
- Limba română prin exerciții, compuneri și teste (Ed. Polirom, 2006);
- Limba și literatura română – Ghid pentru pregătirea concursurilor și olimpiadelor școlare (Ed. Nomina, 2007);
- Limba și literatura română – Lucrări de nota 10 (Ed. Nomina, 2007).

### Studii publicate
- Poezia filosofică a lui Mihai Eminescu (Cronica, 1991);
- Motive și structuri dramatice în piesa “Meșterul Manole” de Lucian Blaga (Cronica, 1991);
- Sinteze si consultații pentru bacalaureat (revistele Cronica și Distinct, 1991-1992);
- Proza eminesciană (Cronica, 1994);
- Drama limbajului în poezia lui Lucian Blaga (Corolar, 1995);
- Dimensiunea estetica a lecției de literatură (Ed. Spiru Haret, 1998);
- Programe școlare pentru clasele a IX-a și a X-a (Humanitas, București, 2000).

### Comunicări științifice
- Ipostaze ale eului în lirica lui Lucian Blaga (1993);
- Metodica predării modurilor nepersonale (1994);
- Literatură și filosofie – abordare interdisciplinară (1995);
- Elemente expresioniste în creația lui Lucian Blaga (1996);
- Criza comunicării în proza interbelică (1998);
- Educația XXI – Valorificarea modelelor axiologice literare în demersul educativ (2000);
- Evaluarea competențelor adulților în educația permanentă – seminar internațional. În volumul seminarului internațional „Evaluarea competențelor adulților în educația permanentă”, ediția I - octombrie 2006, participare în comitetul științific;
- Dimensiuni ale educației la început de mileniu – coordonator al volumului de studii, articole, soluții didactice prezentate în cadrul Seminarului interjudețean „Dimensiuni ale educației la început de mileniu” (Ed. Infoed XXI, 2007).